# ノルウェー料理
本稿ではノルウェーの食文化について解説する。

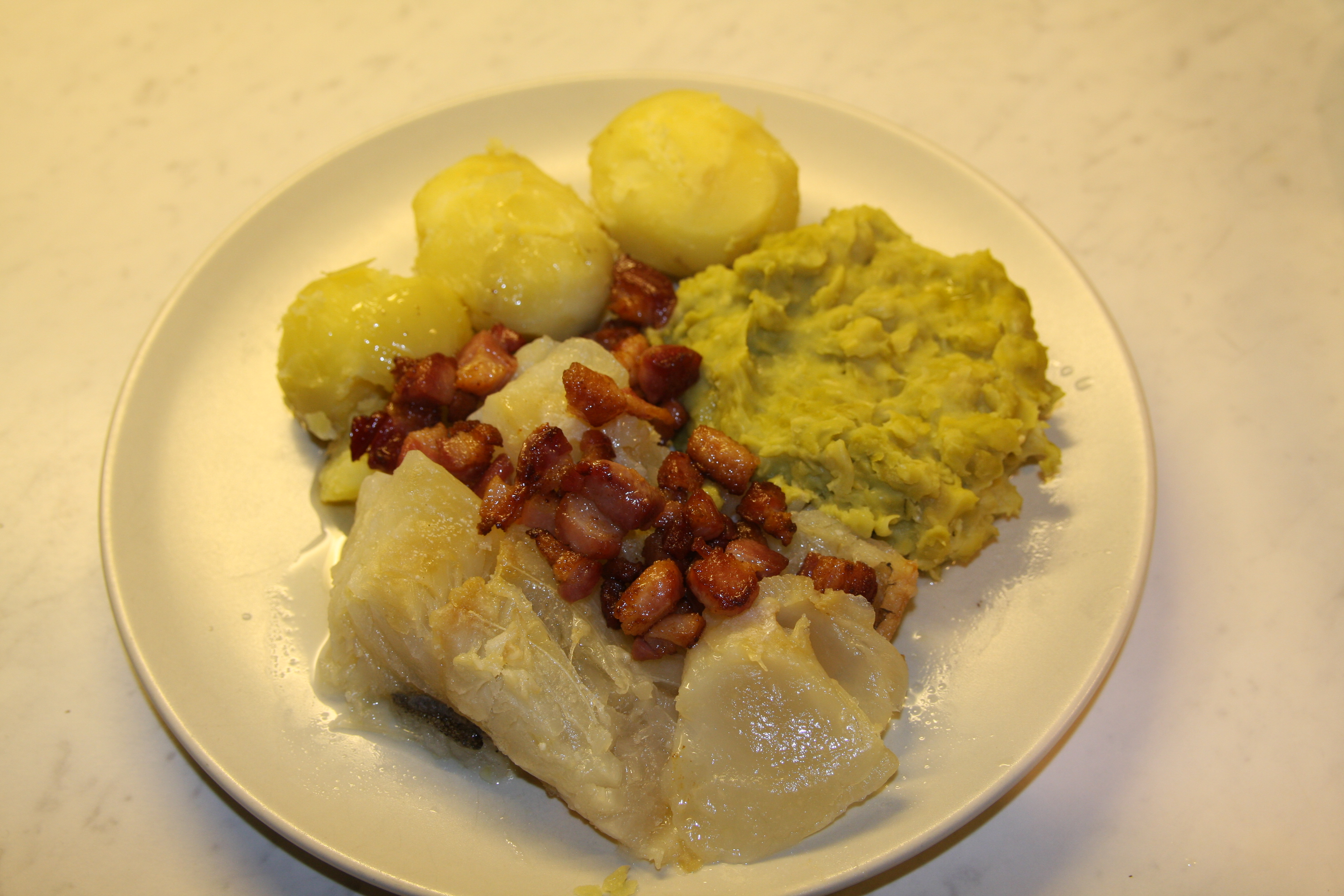
ルートフィスク（干鱈の灰汁煮）を中心に、ジャガイモやエンドウマメのマッシュを添えたノルウェーの伝統的な一皿。

国土の多くが農耕に適さないノルウェーの料理は、山地や海岸でとれるジビエと魚介類に重点を置いており、畜産物中心の隣国デンマークとは好対照である。
現代のノルウェーの食卓も伝統的な質素な料理法が主流だが、諸外国の影響を受け始めている。

## 食材

### 魚介類

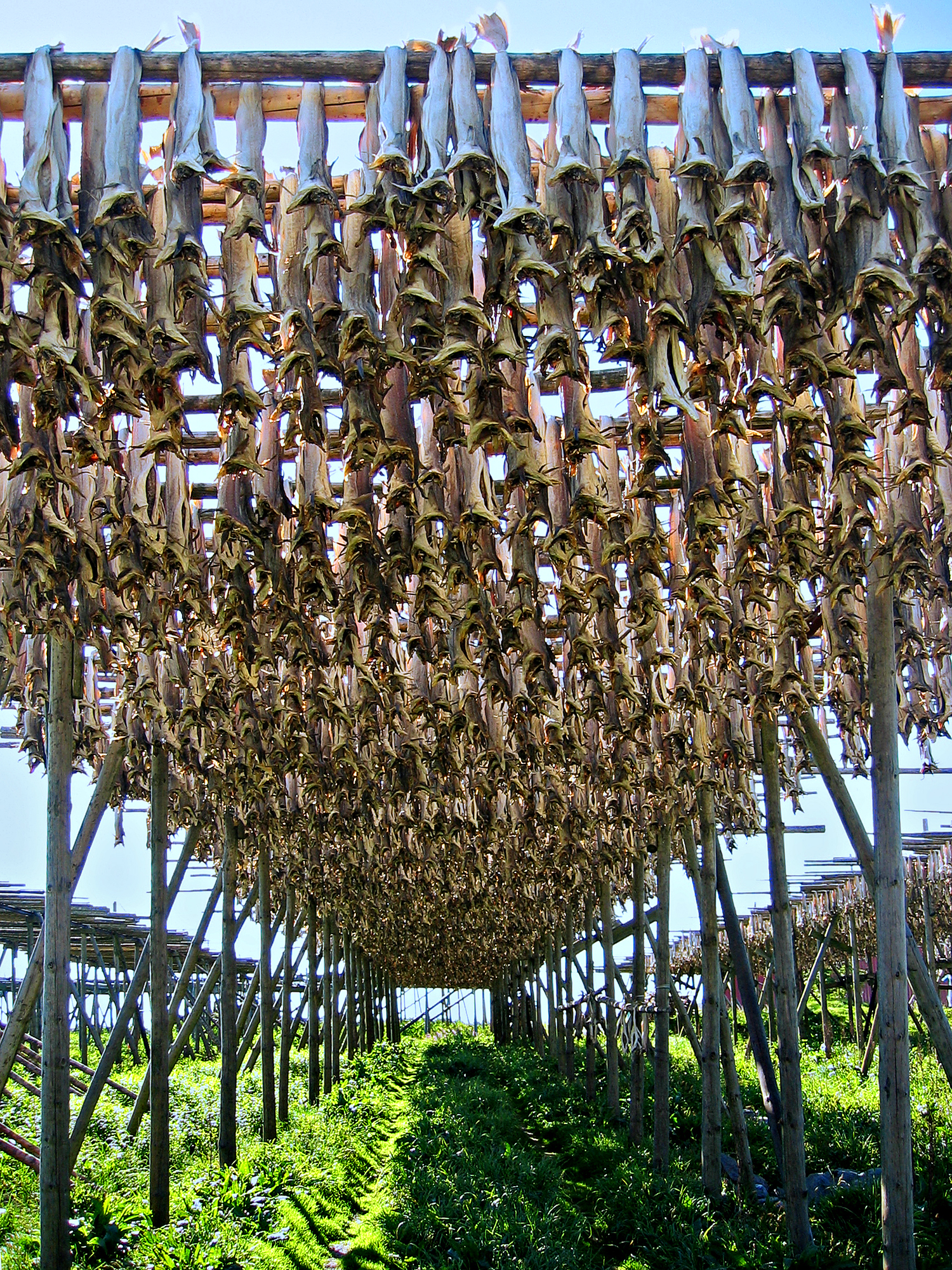
ロフォーテン諸島での魚の天日干し風景。

ノルウェーの食文化の最も大きな柱が海産物である。特に魚類は古くからさまざまな種類が食卓に上り、タイセイヨウダラ、サケ、タイセイヨウニシン、イワシ、サバなどがよく食べられている。沿岸地方を中心に頭や卵巣、肝臓などを除かず、天日干しもしくは燻製にして保存される。現代になって人気が出てきた甲殻類のうち、カニは漁師やカニ漁愛好家によって壺型の仕掛けで捕獲され、エビは小さなトロール船で捕獲したものを調理して波止場で売っている。
ノルウェーの輸出品として最たるものはタイセイヨウダラを加工した干鱈である。干鱈は何世紀もの間、世界の食を担ってきた。 特にイベリア半島とアフリカの海岸部において欠かせない食糧だった。大航海時代から産業革命の時代にかけて、干鱈は大西洋貿易を支える重要な食糧だった。日本の棒鱈と同様に天日干しにした干鱈は非常に硬く、木槌でよく叩き、何時間もかけて灰汁で戻すルートフィスク（lutefisk）という料理にして食べる。
また、同じくノルウェー名産のスモークサーモンは、ノルウェーの主要な輸出品として世界中の食卓に提供されている。スモークサーモンは古くからさまざまな種類が存在し、炒り卵に添える、ディルを散らす、サンドイッチにする、マスタードソースを掛けるなどして食べられている。
スモークサーモンに似たものに、グラブラックス（gravlaks：地面に埋めた鮭）という生の鮭を塩・砂糖・ディル（香草）に漬けたものがあり、響きのいい商品名に改名して輸出もされている。地面に埋めるという名が付いているのは、もともと塩鮭を地面に埋めて発酵させる発酵食品であった名残である。ほか、現代も残る発酵食品としては、マスの発酵食品ラークフィスク（rakfisk）がある。
コクテラックスはサーモンの身をバタフライカット（縦切り）にして塩茹でしたボイルサーモンの一種で、酢漬けにしたキュウリのソースで食べるノルウェー料理である。
20世紀まで、魚以外の魚介類は漁の手間がかかることと保存が利かないことから、種類を問わずほとんど食用にされなかったが、現代ではエビやカニ、ムール貝などが夏の味覚として好まれるようになっている。ムール貝はニンニク、パセリと共に白ワインで蒸して、パンと一緒に食べる。貝殻に残るつゆは、濃い生クリームに混ぜてスープにする。ロブスターも人気はあるが、乱獲防止に漁獲量の制限があるため、高価で、めったに食卓に上らない。夏の行事としてクラッベラグ（krabbelag）というカニを供する野外パーティーが開かれる。調理済みのカニを購入するか、大鍋で生きているカニを料理して、田舎風にパンの上にマヨネーズとカニ、銀杏切りにしたレモンを載せて食べる。

### 肉類

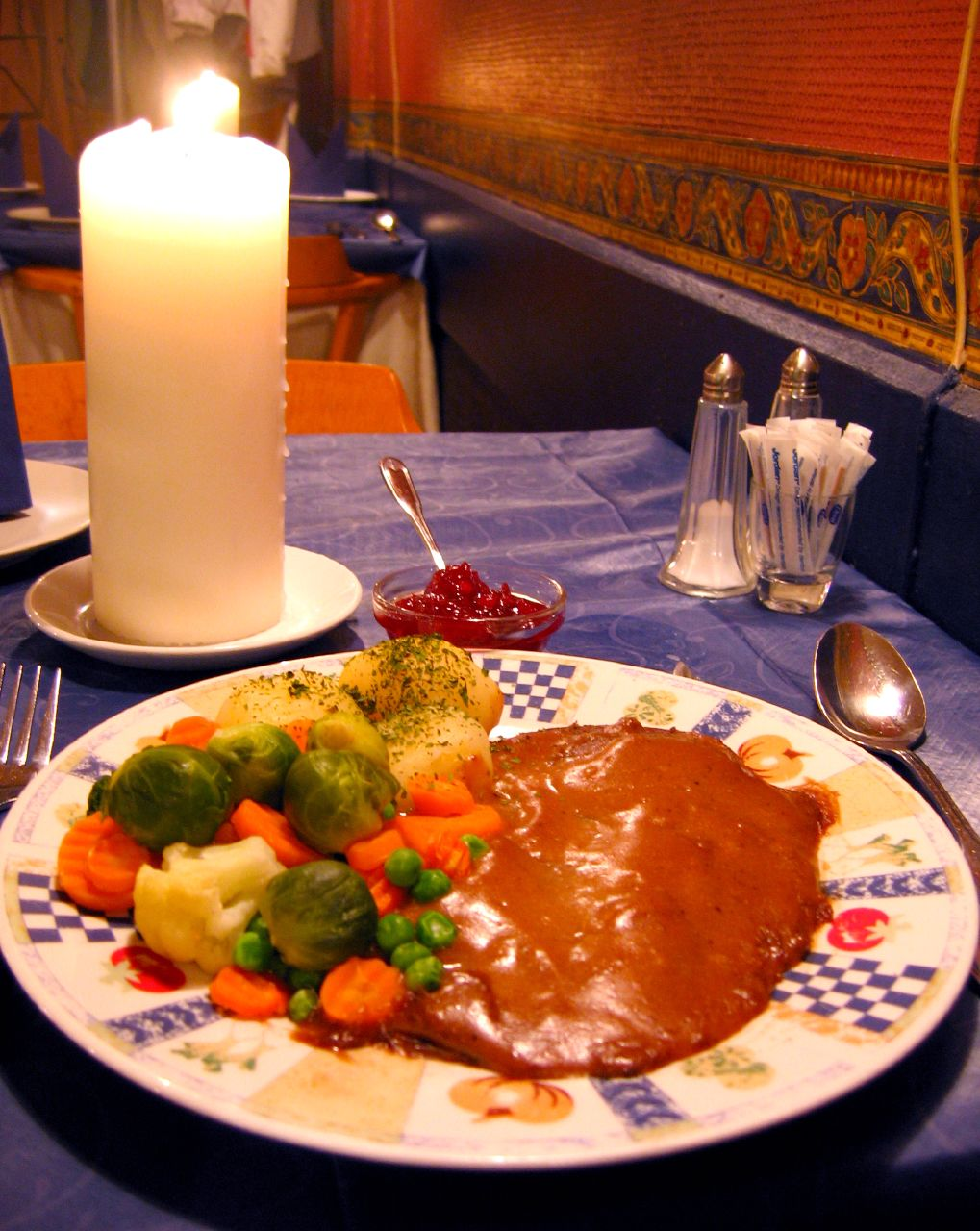
トナカイのステーキ

高級料理はヘラジカ、トナカイ、鴨などのジビエが中心である。自ら狩りに出向いて得た獲物を売ったり人に贈ることもあるが、贈答用として広く販売もされている。野生動物独特の臭みを消すため、杜松の実で風味づけした濃厚なソースをかけ、コケモモのジャムを添えて食べられる。
羊肉を中心とした加工肉は、地域ごとに多様な種類があり、サワークリーム入りの料理にしたり、平たいパン、小麦粉、ジャガイモに包んで丸めた蒸し料理にされる。特に人気が高いのはフェナロー（fenalår）という仔羊の腿肉を塩漬けにした生ハムの一種、燻製にしたソーセージなど。フォーリコール（fårikål）というキャベツと羊肉のシチューがよく食べられる。
西ノルウェーの郷土料理にはピンネヒョット（pinnekjøtt）という羊の腿肉を何時間もかけて蒸しあげるクリスマス料理、スマルヴという羊の頭の燻製がある。
産業捕鯨の影響で、20世紀の初め頃、鯨肉は牛肉の安い代用物として広く流通した。ノルウェーは主要な捕鯨国の一つとして、捕鯨の継続を主張している（ノルウェーの捕鯨参照）。

### 野菜・果物
他のスカンジナビア諸国同様、伝統的な野菜はカブとキャベツで、シチューなどによく使われる。ジャガイモはアメリカ大陸から伝わったものだが、ノルウェー人にとって欠かせない食材となった。夕食の付け合わせとして料理に添えるほか、塩漬け肉などを包んだジャガイモの蒸し団子などが好まれている。
果実類としては、リンゴ、サクランボなどに加えて、イチゴ、ブルーベリー、コケモモ、ラズベリーといったベリー類が海外にも名高い。野生のホロムイイチゴは特に人気があり、泡立てた生クリームに混ぜてデザートになる。ドイツ菓子とよく似た北欧風のスポンジケーキ、デニッシュに加え、自家製ケーキ、ワッフル、ビスケットに果物の砂糖漬けがよく使われる。風味づけにはカルダモンがよく使われる。

### 穀物

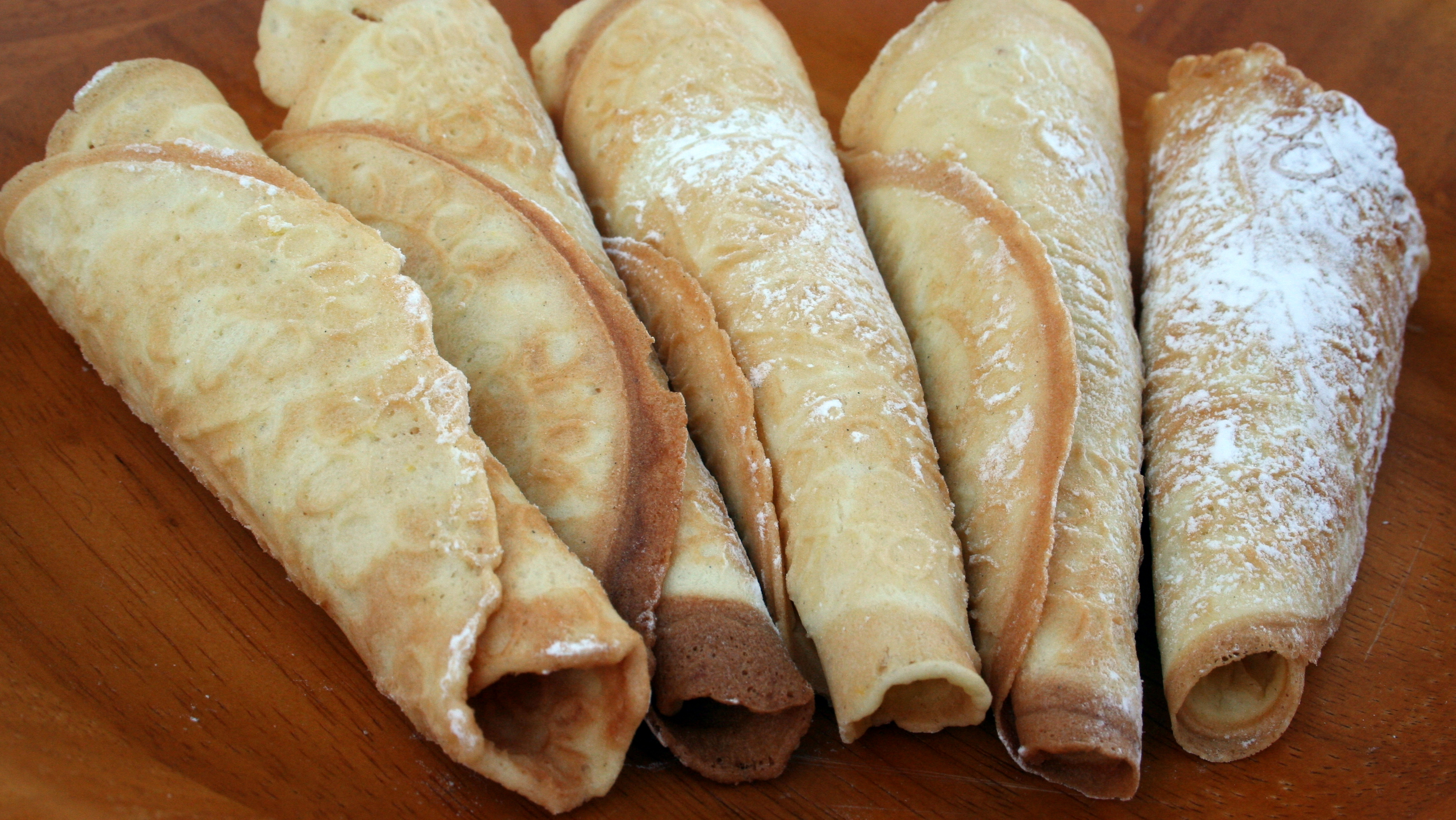
クルームカーケ。焼き上げたクレープを木型を芯に巻いて、円錐状に仕上げる。

80%のノルウェー人が朝食と昼食にいつもパンを食べるというほど、ノルウェーの食事にパンは欠かせない。ノルウェーで最も一般的なパンは、バターをたっぷり使ったデニッシュとは正反対の、乾燥した堅く薄い全粒粉のフラットブレッドと呼ばれるパンである。ノルウェーでは朝食、昼食、夕食、夜食のうち、夕食の準備でしか台所に火は入れないという習慣があり、夕食以外はパンにチーズやサラミを載せたスモーブローで済ますことが多い。
菓子類としてはクリーム入りクレープ菓子のクルームカーケ（krumkake）、スポンジケーキにジャムを塗って生クリームで飾ったブルートカーケ（bløtkake）、輪型のマカロンを塔のように積み上げたクランセカーケ（kransekake）などが有名。

### 乳製品
物々交換の時代、ノルウェー人にとってバターは高額の貨幣のように取り扱われた。結婚式には、若い夫婦の前途を祝って木型で四角錐にかたどった大きなバターの塊がテーブルに飾られた。
一日のほとんどをパンにチーズを塗った軽食で済ませるノルウェーでは、チーズは必需品である。海外でよく知られているヤールスバーグ (Jarlsberg) という牛乳でできた薄味のチーズ、非常に甘いイェトスト (Gjetost) という山羊乳のチーズ（正確にはチーズではなく山羊乳を加熱して乳糖をキャラメル化したもの）、凝乳剤を使わずに牛乳を沸騰させて造るガンメルオスト (gammelost) という長く熟成させた刺激のあるサワーミルクのカビチーズなどがある。

## 飲み物

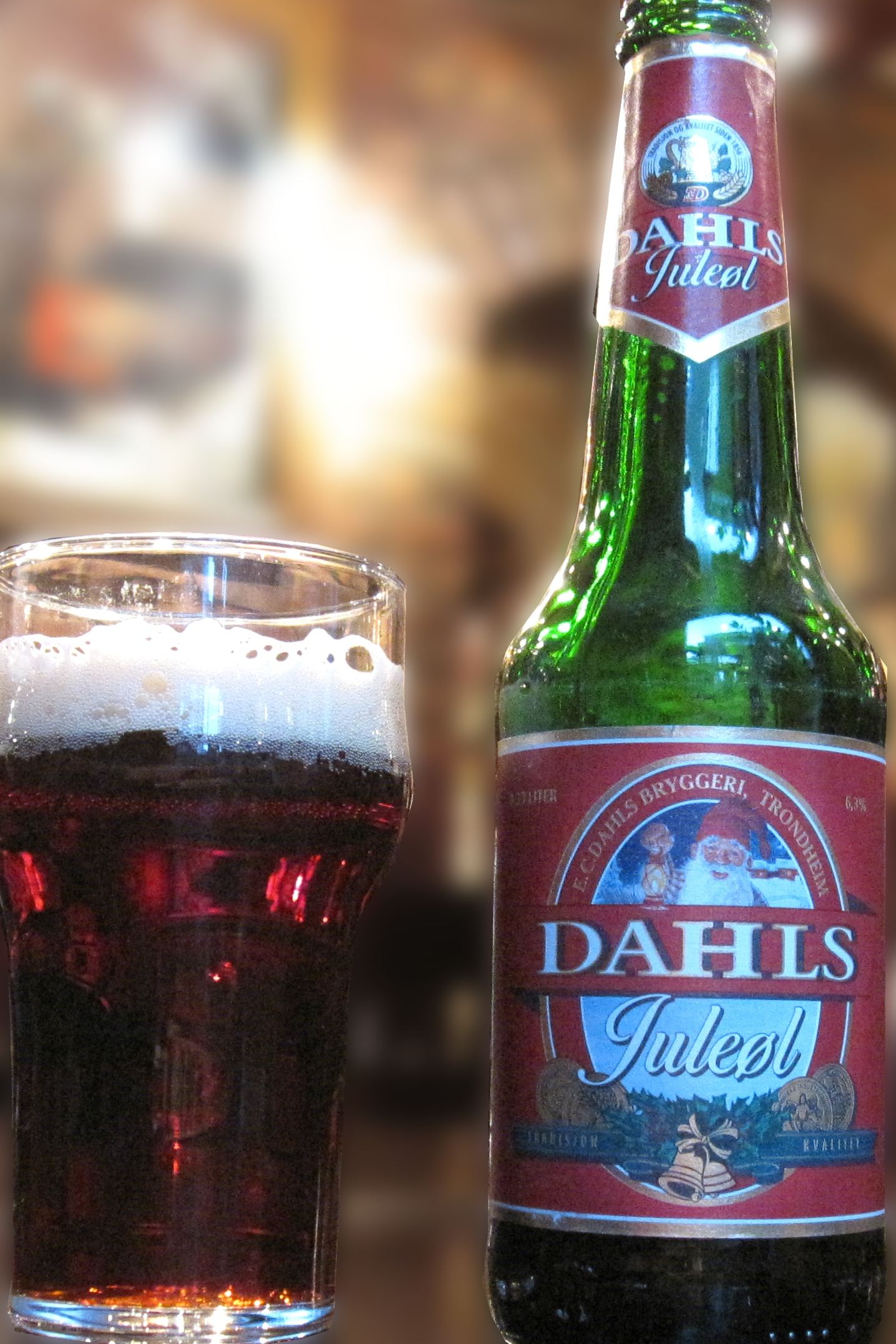
ユーレォル（クリスマスビール）。これはダールス醸造所のもの。

統計サイトのネーションマスターによると、平均的ノルウェー人は1年あたり160リットル、豆の重量にして10.7kgのコーヒーを飲んでおり、ノルウェーは主立ったコーヒー消費国の一つである。食事を終えた後に客と手作りのデザートとコーヒーを味わいながら歓談するのは、ノルウェーの日常風景である。コーヒーはたいてい混ぜ物なしのブラックで、マグカップに淹れて供される。
19世紀頃までノルウェー人にとって、ブランネ（blande）という水と乳清を混ぜたものか、ビールが主な飲料だった。大量生産によるものとは別に、マイクロブルワリーはヴァイキング時代以来の長い伝統を持っている。ピルスナースタイルか赤大麦を原料にしたレッドビールが主流だが、伝統的なノルウェービールは麦芽100%でアルコール度数も高い。MAC社のユーレォル（Juleøl）というクリスマスビールは伝統的なノルウェービールの製法で作られている。 
ブドウの栽培は北国のノルウェーでは難しく、ワインは輸入がほとんどである。その他の地酒としては、ジャガイモを使ったキャラウェイ風味の蒸留酒アクアビット（Akevitt）や、北欧神話に知恵を与える霊酒として登場する水で薄めた蜂蜜から作る蜂蜜酒（mjød）がある。
酒類は4.75%未満のものは一般のスーパーマーケットなどで販売されるが、それ以上のものは国営専売公社ヴィンモノポレットおよび飲食店でのみ販売が許可されている。

## 料理

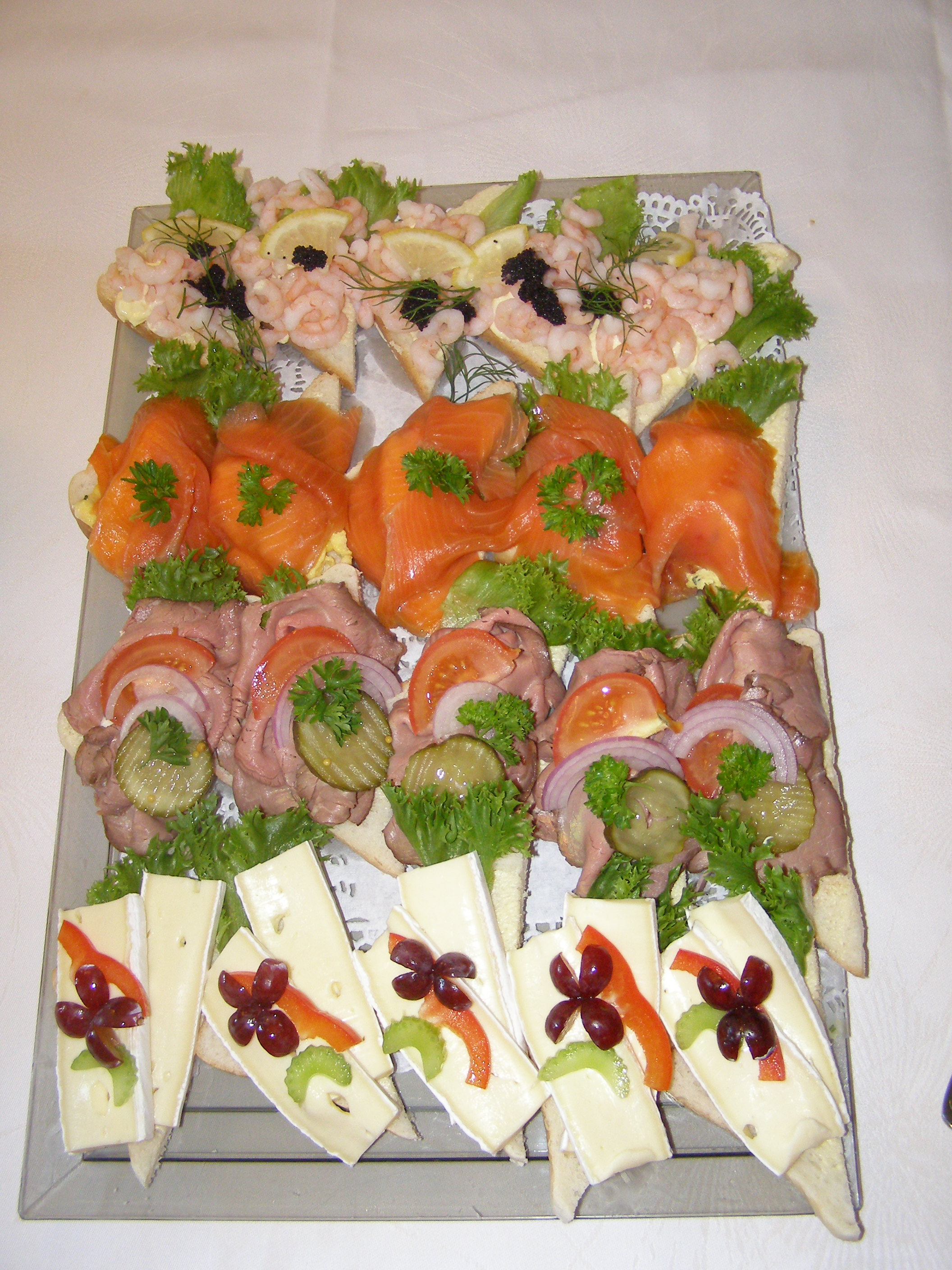
スモーブロー（ノルウェー風オープンサンドウィッチ）

- フォーリコール（fårikål）：羊肉とキャベツのシチュー。
- リッベ（ribbe）：豚ばら肉を皮つきのままローストしたもの。祝宴料理。
- フォーレルル（fårerull）：仔羊の肉を使った祝宴料理。
- ピンネ・ヒョット（pinnekjøtt）：塩漬けの羊の腿肉を蒸しあげたもの。西ノルウェー発祥の祝宴料理。
- スィルテ（sylte）：ドイツに起源を持つ豚の頭のパテ。
- ルートフィスク（lutfisk）：干鱈を水に浸け、灰汁で戻したもの。蒸すか弱火で茹でて食べる。クリスマス料理の一つ。
- フィスクスッペ（fiskesuppe）：魚のスープ。
- フィスクカーケ（fiskekake）：魚の練り物。
- スーシル（sursild）：ニシンをタマネギと共に酢と砂糖でマリネしたもの。
- ロンメグロート（rømmegrøt）：祝宴料理。サワークリームと小麦粉、牛乳を煮込んでシナモンシュガーと溶かしバターを加えて食べるもの。
- パンネカーケ（pannekake）：クレープ風のパンケーキ。
- ブルートカーケ（bløtkake）：ジャムを塗ったスポンジケーキ。
- クランセカーケ（kransekake）：アーモンド粉とメレンゲを混ぜたリング状の焼菓子を円錐形に積み上げたもの。
- リスクレーム（riskrem）：ライスプディング。クリスマスのデザート。
- カラメルプディング（karamelpudding）：カスタードプディング。

## イベント
ユーレボール - ノルウェーのクリスマスパーティー